# Laura Meozzi
Laura Meozzi (ur. 5 stycznia 1873 we Florencji, zm. 30 sierpnia 1951 w Pogrzebieniu) – włoska zakonnica, pierwsza przełożona prowincjalna Zgromadzenia Córek Maryi Wspomożycielki Wiernych (salezjanek) w Polsce oraz Czcigodna Służebnica Boża Kościoła katolickiego.

## Życiorys
Pochodziła z Włoch, gdzie się urodziła jako córka zamożnej, szlacheckiej rodziny Aleksandra i Angeli Mazzoni. Tuż po narodzeniu, w 1877 rodzina przeniosła się z Florencji do Rzymu. Tam skończyła kolegium Sacro Cuore prowadzone przez Zgromadzenie Sióstr św. Doroty, a następnie rozpoczęła studia medyczne. W lipcu 1895 razem ze swoją siostrą Ritą wstąpiła do Zgromadzenia Córek Maryi Wspomożycielki Wiernych, zwanych popularnie salezjankami. Trzy lata później (1898) złożyła pierwsze śluby zakonne.
Początkowo przez 23 lata pracowała we Włoszech, głównie na Sycylii jako nauczycielka w szkołach, będąc nawet dyrektorką jednej z nich. W 1922 postanowiła wraz z pięcioma innymi siostrami (Anną Juzek, Anną Walengą, Anną Ścisłowską, Marią Mazzolli i Franciszką Barucco) udać się do Polski, do Różanegostoku. Tutaj założyła pierwszy w Polsce prowadzony przez salezjanki sierociniec dla 80 dzieci, szkołę podstawowa i średnią. W latach 1922–1940 była przełożoną domu zakonnego. Zapoczątkowała liczne dzieła zgromadzenia (domy dziecka dla sierot, szkoły i kursy dla dziewcząt) oraz liczne placówki w: Wilnie (1924), Mysłowicach (1929), Łodzi (1930), Sokołowie Podlaskim (1931), Laurowie (1931), Komornikach (1936), Grabowie nad Prosną (1938) i Krakowie (1939). Podczas II wojny światowej była przynaglana przez konsula włoskiego do opuszczenia Polski. Nie godząc się z tą propozycją przebywała w Laurowie koło Wilna.
Po wojnie reaktywowała przerwaną działalność, otwierając w krótkim czasie 12 domów na zachodnich i północnych terenach Polski. Ostatnie lata swego życia spędziła w klasztorze w Pogrzebieniu. Zmarła w opinii świętości 30 sierpnia 1951 w Pogrzebieniu i tam została początkowo pochowana na tamtejszym cmentarzu. 26 kwietnia 1989 dokonano ekshumacji jej szczątków i przeniesiono je do grobowca pod krużgankami kościoła parafialnego św. Bartłomieja Apostoła w Pogrzebieniu.

## Publikacje
- Laura Meozzi FMA (oprac. Lina Dalcerri FMA): Ascolta o figlia. Lettere di madre Laura Meozzi pioniera dell'Opera delle Figlie di Maria Ausiliatrice in Polonia. Istituto Figlie di Maria Ausiliatrice, 1984. OCLC 1077446194. (wł.). Brak numerów stron w książce
- Laura Meozzi FMA (z listów wybrała i przygotowała do druku Jadwiga Jakubiec FMA): Słowa Matki Laury: na każdy dzień roku. Wrocław: Instytut Córek Maryi Wspomożycielki, 2004. OCLC 1003000046. Brak numerów stron w książce
- Laura Meozzi FMA (zebrała, przełożyła z języka włoskiego, opatrzyła przypisami i przygotowała do druku Jadwiga Jakubiec FMA): Listy matki Laury Meozzi, pierwszej przełożonej Córek Maryi Wspomożycielki w Polsce. T. 1. Wrocław: Instytut Córek Maryi Wspomożycielki, 2006. OCLC 982590971. Brak numerów stron w książce
- Laura Meozzi FMA (zebrała, przełożyła z języka włoskiego, opatrzyła przypisami i przygotowała do druku Jadwiga Jakubiec FMA): Listy matki Laury Meozzi, pierwszej przełożonej Córek Maryi Wspomożycielki w Polsce. T. 2. Wrocław: Instytut Córek Maryi Wspomożycielki, 2006. OCLC 982627165. Brak numerów stron w książce

## Proces beatyfikacji

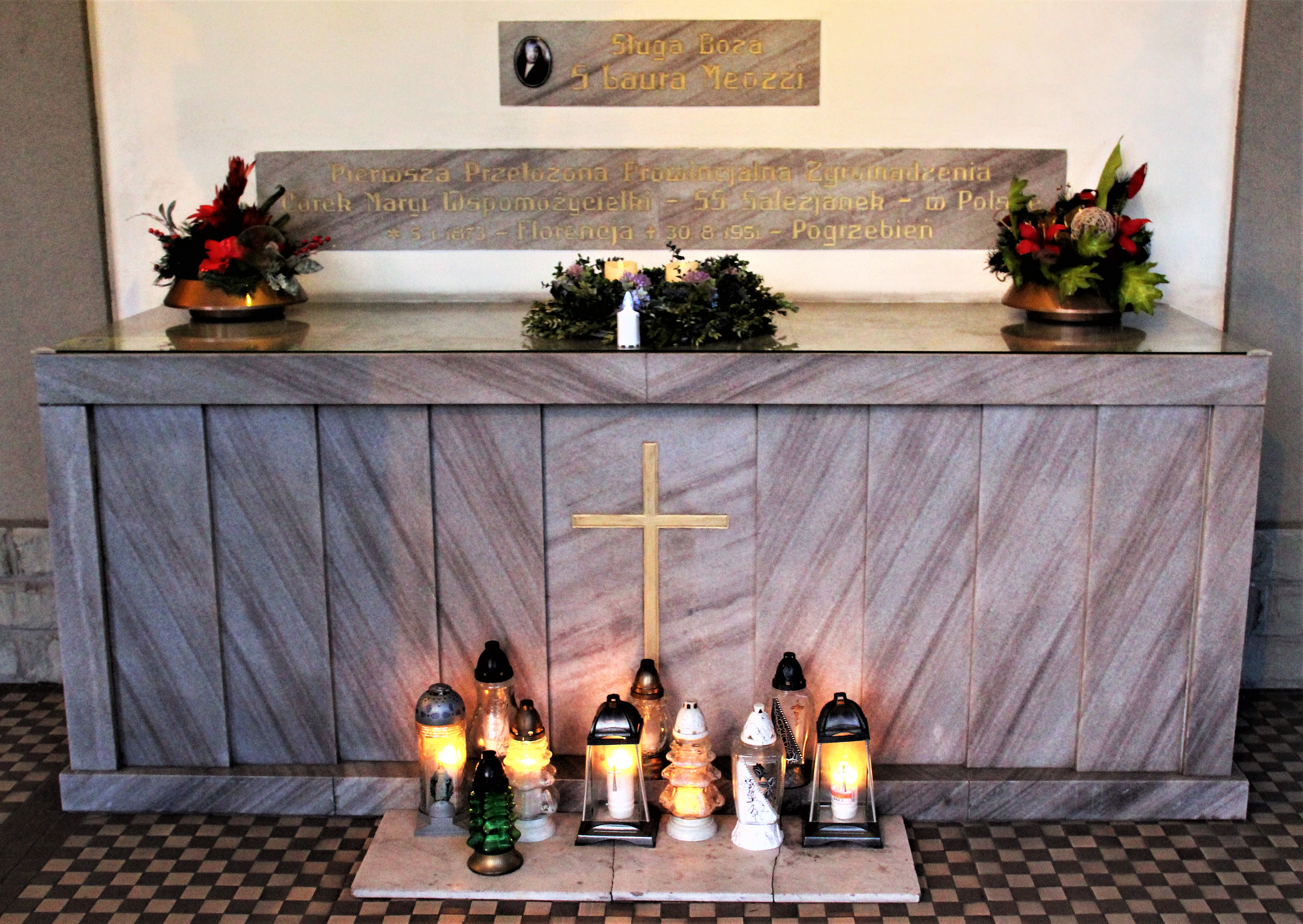
Grobowiec Laury Meozzi przy kościele w Pogrzebieniu

Z inicjatywy Zgromadzenia Córek Maryi Wspomożycielki Wiernych w Polsce powstał pomysł wyniesienia jej na ołtarze. 3 maja 1986 w Kurii Diecezjalnej w Katowicach zostało otwarte dochodzenie kanoniczne dotyczące jej życia i cnót, po czym 1 października tegoż roku otwarty został proces na szczeblu diecezjalnym, który zakończył się 15 kwietnia 1989. Odtąd przysługiwał jej tytuł Służebnicy Bożej. Akta procesu zostały przekazane Stolicy Apostolskiej, która 16 grudnia 1994 wydała dekret o ważności postępowania diecezjalnego. Postulatorem generalnym został o. Pierluigi Cameroni SDB. Następnie w 1999 złożono tzw. Positio wymagane w dalszej procedurze beatyfikacyjnej. 27 czerwca 2011, papież Benedykt XVI, przyjął na prywatnej audiencji prefekta Kongregacji Spraw Kanonizacyjnych, salezjanina, kard. Angela Amato, którego upoważnił do promulgowania dekretu dotyczącego heroiczności jej cnót. Odtąd przysługuje jej tytuł Czcigodnej Służebnicy Bożej.

## Upamiętnienie
Jej imieniem nazwano kilka placówek oświatowo-wychowawczych: 
- Przedszkole niepubliczne w Katowicach przy ul. Kilińskiego 15[8]
- (POW) Dom Dziecka tzw. „Ochronkę Bałucką” w Łodzi przy ul. Brauna 5[9]
- Wielofunkcyjną Placówkę Opiekuńczo-Wychowawczą w Pogrzebieniu przy ul. Klasztornej 8[10]